# JMC Yuhu 7
JMC Yuhu 7 (江铃域虎7) — среднеразмерный пикап, выпускающийся с 2017 года китайской компанией Jiangling Motors.

## Описание
JMC Yuhu 7 впервые был представлен в 2015 году на Шанхайском автосалоне. Он имеет схожие элементы экстерьера с Yuhu, так как базируется на той же платформе — N350.
Yuhu 7 является рестайлингом Yuhu, от которого отличается видоизменёнными передней и задней частью. Также Yuhu 7 стал вторым автомобилем JMC с передней частью нового семейства, которая ранее была представлена на JMC Teshun.
Yuhu 7 оснащается 2,0-литровым бензиновым двигателем с турбонаддувом мощностью 205 л. с. и крутящим моментом 325 Н⋅м или же 2,4-литровым турбодизельным двигателем мощностью 140 л. с. и крутящим моментом 375 Н⋅м. Габариты грузового отсека составляют 1475 мм/1475 мм/500 мм.

### Фейслифтинг
В ноябре 2021 года JMC Yuhu 7 прошёл фейслифтинг передней части. На автомобиль начали устанавливаться следующие двигатели: бензиновый EcoBoost 2.0 GTDi мощностью 220 л. с. и крутящим моментом 350 Н⋅м и дизельный Puma мощностью 141 л. с. и крутящим моментом 350 Н⋅м. Двигатели сочетаются в паре с шестиступенчатой механической или же с восьмиступенчатой автоматической трансмиссией.

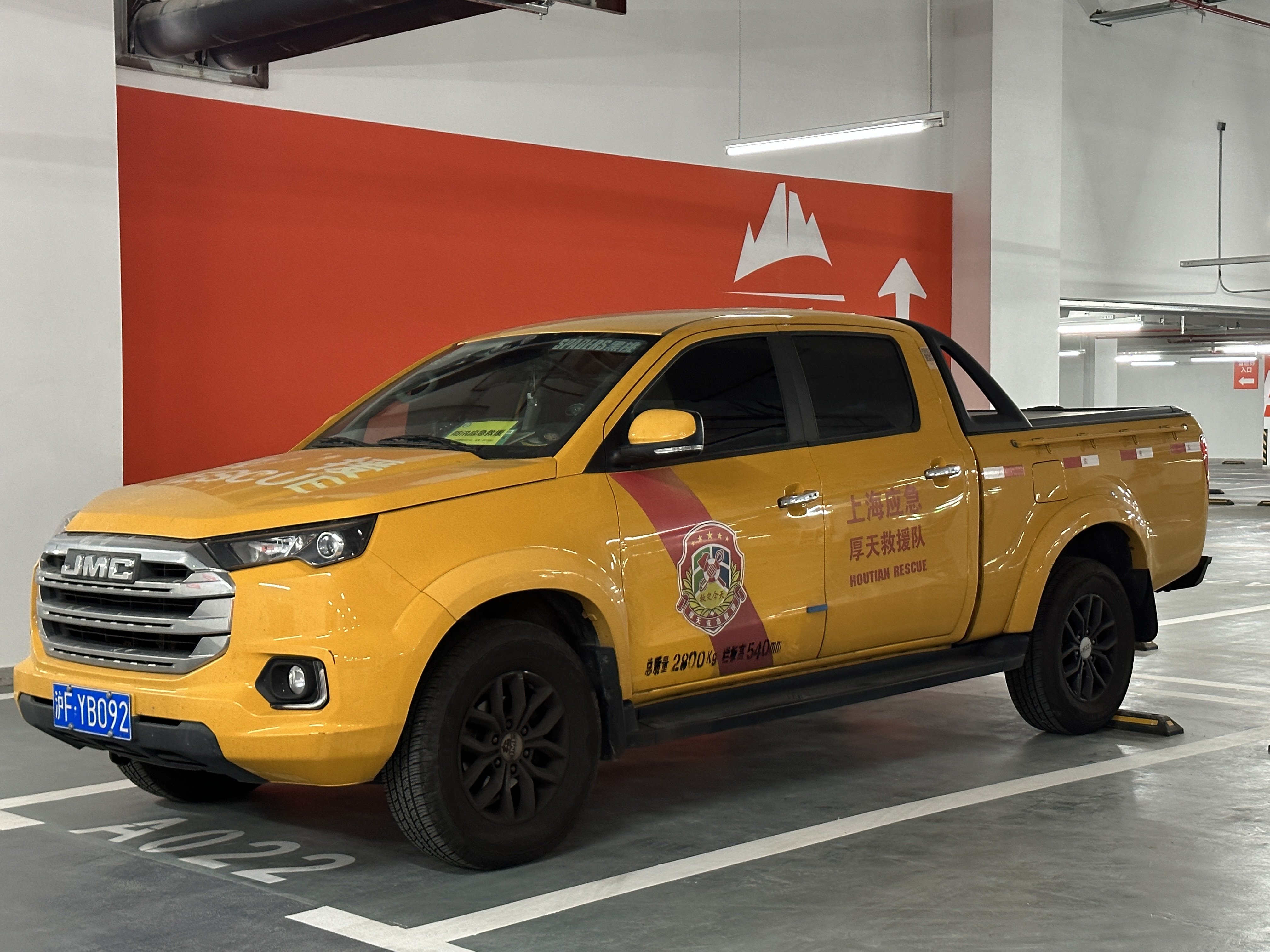
Вид спереди
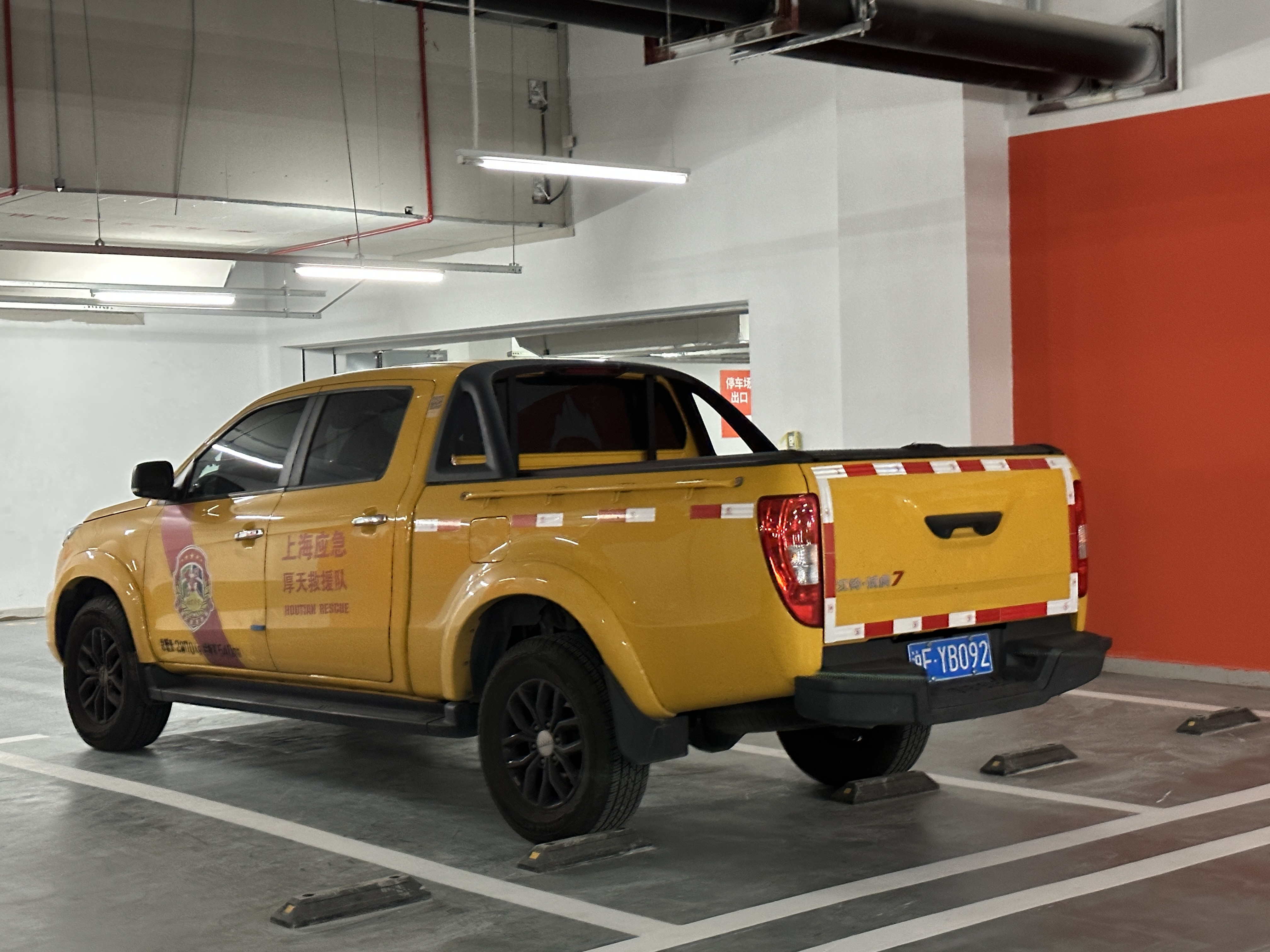
Вид сзади

## JMC Yuhu 7 Fishing
Yuhu 7 Fishing оснащён дефлектором и багажной полкой. Спереди установлены светодиодные световые полосы. Задняя часть была переоборудована для кемпинга, а крыша интегрирована с поднятым тентом длиной 2 метра и шириной 1,2 метра.

## JMC Yuhu 7 Parent-child version
Похож на Yuhu 7 Fishing, но ориентирован на семейный отдых в кемпинге.

## JMC Yuhu EV
JMC Yuhu EV является электромобилем на базе Yuhu. Также называется T500EV. Дебют состоялся в апреле 2019 года на Шанхайском автосалоне.

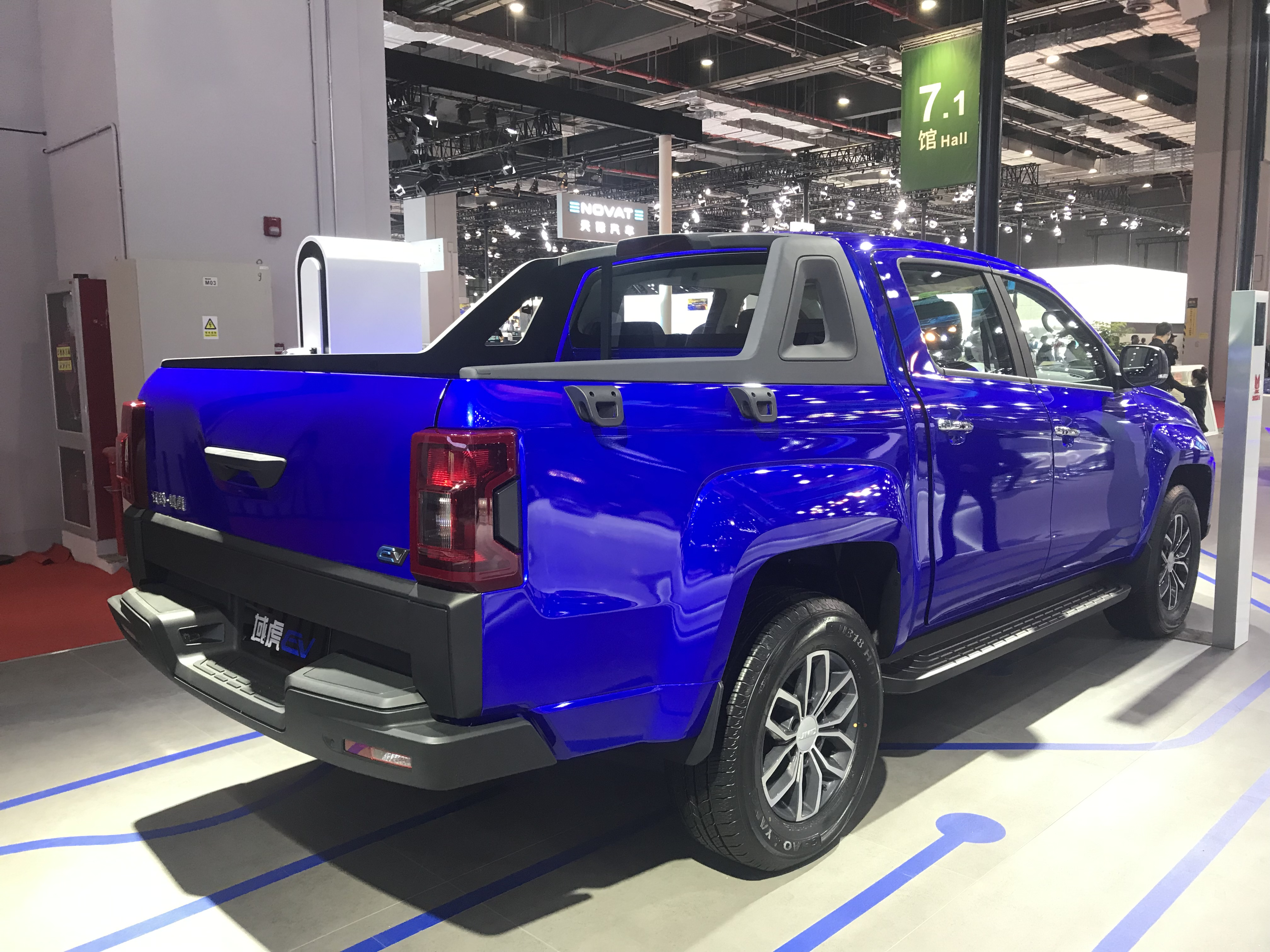
JMC Yuhu EV

### Технические характеристики
Клиренс составляет 225 мм, а колёсная база — 3085 м. Электродвигатель развивает мощность 120 кВт и крутящий момент 800 Н·м и поддерживает быструю зарядку, позволяющую заряжать автомобиль в течение 1,5 часов. Запас хода варьируется от 320 до 335 км.

## JMC Yuhu 9
Yuhu 9 дебютировал в апреле 2019 года на Шанхайском автосалоне. Представляет собой рестайлинг Yuhu 7. Автомобиль оснащается 2,0-литровым бензиновым двигателем с турбонаддувом мощностью 205 л. с. и крутящим моментом 325 Н·м.

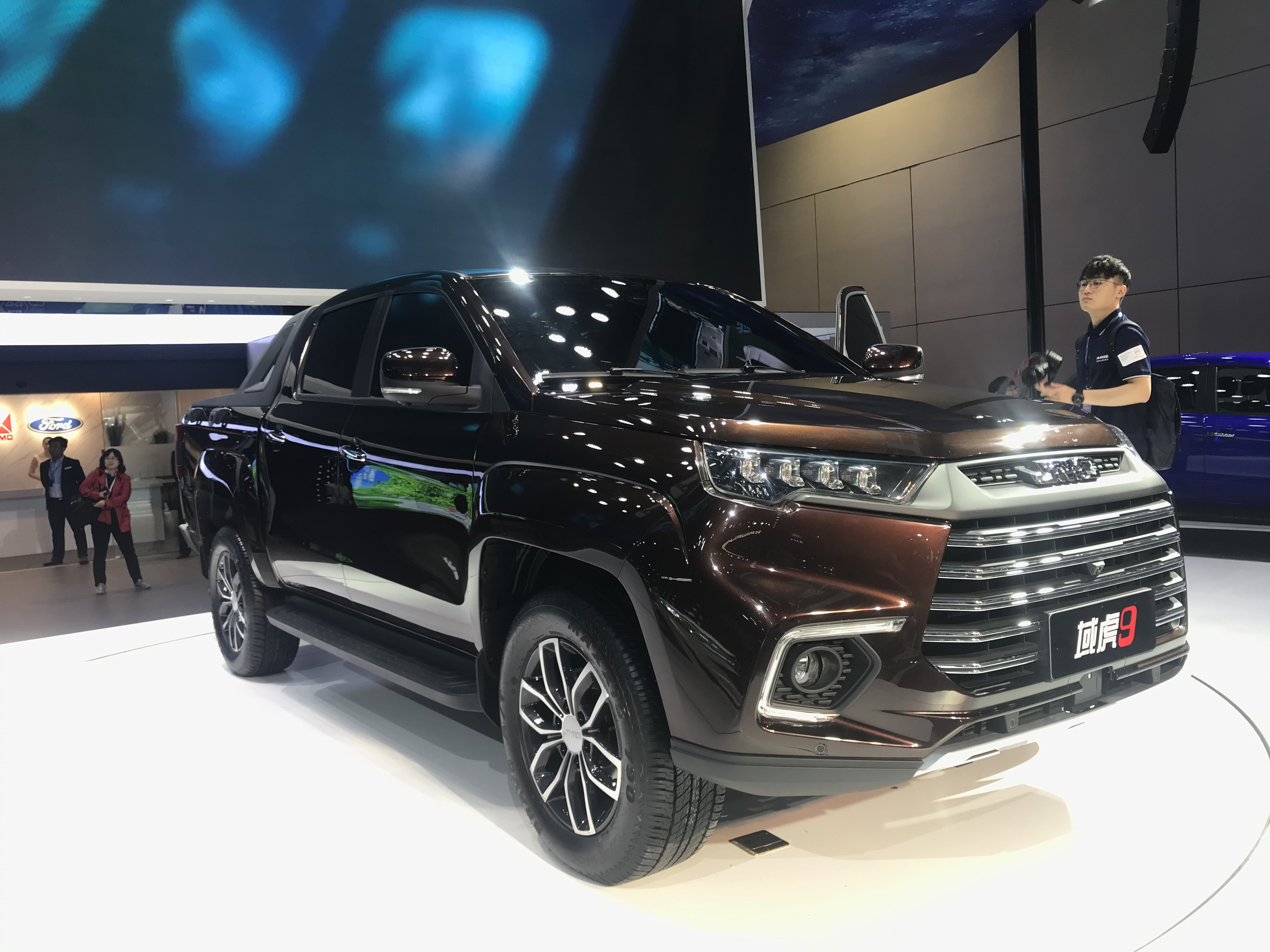
Вид спереди
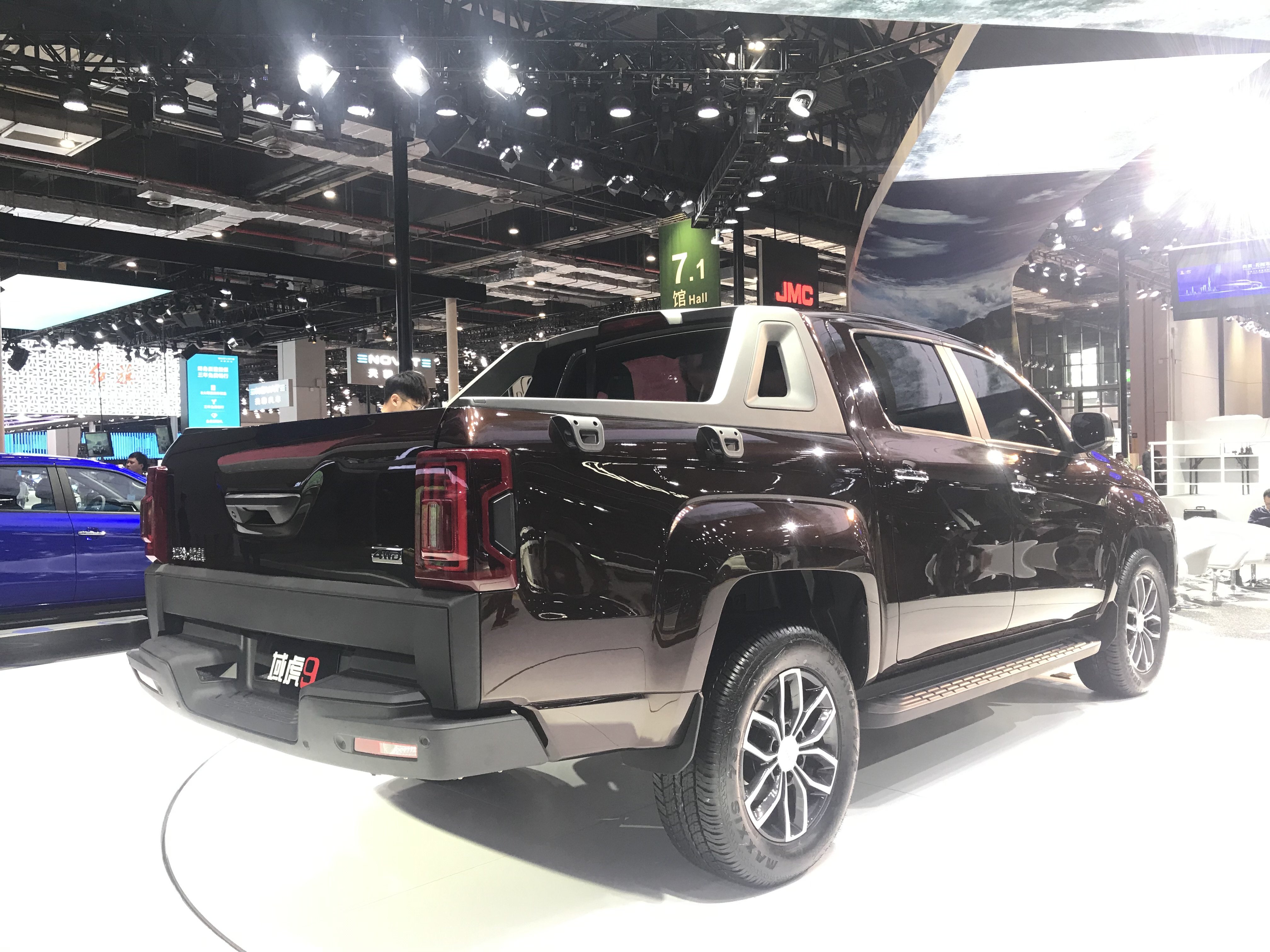
Вид сзади